# Хейнясенма (острови)
Хейнясе́нма (рос. Хейнясенма) — група невеликих островів у Ладозькому озері, частина Західного архіпелагу. Територіально належить до Лахденпохського району Карелії, Росія.
Група складається з 2 більших островів (Хейнясенма та Кугрісарі) та 7 дрібних. Біля південного сходу, трохи далі, розташований острів Мунатсулуото, який також відноситься до цієї групи. Весь Кугрісарі та невелика ділянка на Хейнясенма вкриті лісами. Найвища точка — 28 м, на півночі острова Хейнясенма.